# 괴짜가족의 등장인물
괴짜가족의 등장인물은 하마오카 켄지의 블랙 코미디 만화 및 그것을 원작으로 하는 애니메이션의 가공의 인물 목록이다.

## 코테츠의 가족(태지네 가족)
오오사와기 코테츠(변태지)
- 성우 : 이와츠보 리에(일)/이미자 (1999) 안영미 (2014)  (한)

주인공, 오오사와기가(변씨네) 차남. 애칭은 <코테츠>(팔뚝), 국내에서는 <빛나리>.

매우 건강하지만 동시에 우리야스시에서 바보이기도 하다. 초기에는 집단 괴롭힘자였지만, 서서히 친구를 생각하는 마음을 보이며 클래스에서 리더의 모습을 보이기도 한다. 체육에서 유일하게 '수'를 받을 정도로 잘한다. 특히, 마라톤은 천성의 지구력을 발휘한다. 도공과 음악은 '양', 그 이외에는 '가'. 게다가 시험점수는 항상 5점 이하를 받으며 교과서를 많이 넣은 가방을 짊어지고, 그만큼 무겁지 않음에도 불구하고 넘어지는 만큼 공부를 싫어한다. 한번정도 수학 시험에서 21점을 받은 적이있는데 이 때 눈물의 기적이라고 말할 수 있었다. 애독서는 본작이 연재되고 있는 '주간 소년 챔피언'으로 「그래플러 바키」시리즈의 대팬이어서 주간 소년 챔피언의 편집부에 가서 바키시리즈의 작가의 싸인과 주소를 편집자에게 물을 정도로 대팬. 또, 이잡지에 연재되고 있는 액션 만화 <교타로>의 팬이기도 하다.

주로 소매와 옷깃에 붉은 라인이 들어가 있는 반소매 T셔츠와 반바지(애니메이션에서는 소매와 옷깃에 초록색 라인이 들어가 있다.)를 입는다. 초기에는 가슴 부분에 굵은 라인이 들어간 탱크탑이나 흰색무지티를 입고 있었다. 감기에 걸리는 날은 없지만, 작중 1번정도 감기에 걸린 적이 있었다. 또, 초기에는 오버롤에 긴소매 차림새로 있는 때도 많고, 스웨터등의 옷들도 입는 때가 있었다. 여름방학이 되면 힘이 다할때까지 계속 놀고 숙제는 일절 하지 않는다.

아카네(아영)와 처음 만났을 때 한 눈에 반해서 그 이후 연민의 감정을 가지고 있어 그녀에 대한 어조는 비교적 부드럽다. 발렌타인데이때 노리코(배채라)에게 초콜릿을 받았으나 거절해버렸다. 하지만 아카네(아영)에게 끈질기게 초콜릿을 조르거나 그녀의 리코더를 만면의 미소로 불고 스토커 행위까지 하고 있다. 또, 가끔 다른사람이 그녀에게 친절하게 다가가거나 하면 상대에게 라이벌감정이나 폭력적인 행동을 취해 아카네(아영)에게 미움을 받고 있다. 하지만 그녀에게 불행한 사고가 일어나면 오히려 대폭소한다.

대단한 프로레슬링광이며 남동생 유우타(변마루)에게 여러 가지 프로레슬링 기술을 가르치기도 했다. 우라야스시의 지리를 잘알고 있기 때문에 시내에 있는 공원의 위치도 잘알고 눈가림을 하고 걸어다녀도 장애물을 모두 피해 다닐수 있다. 살찌기 쉬운 체질이지만 야위기도 쉬운 체질이다. 또, 그때에는 얼굴이 바뀐다.
오오사와기 다이테츠(변비조)
- 성우 : 마츠야마 타카시(일)/이인성(한)

고테츠(태지)의 아버지. 43세. 오오사와기가(변씨네)의 대주. 

골초로 뭐든지 귀찮아하며 꽤 게으른 성격으로 모든 일을 도중에 그만둔다. 초기에는 구두를 벗는씬도 있었지만 이야기가 진행되면서 집안이 극도로 덥지 않는 한 구두를 벗지 않는다. 발냄새또한 심하다.

복장은 이야기의 계절에 따라 바뀌지만 기본적으로 느슨하게 넥타이(초반에는 넥타이핀도 있었다.)를 매고 흰색 와이셔츠에 슬랙스 혹은 데님계 바지를 입고 있다. 초반에 여름철에는 반바지를 입거나 긴바지의 옷자락을 걷어 붙이고 있었다. 또, 여름철에는 짚신을 신기도 했다. 해치(집에서 기르는 개), 스타스키(집에서 기르는 침팬지)에게 미움을 받고 있지만 본인은 자각이 없는 자기중심적인 생각을 가지고 있다. 담배나 술등을 제외한 모든 일에 둔감하다. 또, 자기 자신에 대해 자각이 없고 손님들을 매도하기도 하는 등 자신의 성격을 제쳐놓는 곳도 있다.
오오사와기 준코(나순자)
- 성우 : 아마노 유리(일)/이자명(한)

다이테츠(변비조)의 아내로 고테츠(태지)의 어머니. 41세.

전업주부로 성격은 작중에서 가장 착실한 분이지만 돈을 위해 산 이불의 무게에 신경을 쓰고 차도에 들어가는등 터무니 없는 일면을 보이기도 한다. 하루마키(이대룡)을 대신 해 수업을 했을 때 고테츠(태지)의 반의 학생들로부터 존경을 받았다. 요리에 능숙하고 자식을 아낀다. 고테츠(태지)의 친구의 엄마들과도 사이가 좋고 누구에 대해서도 천진난만하다. 그러나 고테츠(태지),다이테츠(비조)의 바보 행위를 멈추게 하거나 유우타(마루)를 위기에서 구할 때에는 잠재적인 파워가 발휘되고 상식을 넘는 행동을 보이기도 한다. 그때, 무의식적으로 프로레슬링기술을 사용해버린 적도 있다. 주된 일은 다이테츠(비조), 고테츠(태지), 하루오(남새)를 꾸짖는 일. 이따금씩 무면허 운전을 하기도 하지만 능숙하게 할 수 있다.
오오사와기 킨테츠(변만수)
- 성우 : 반도 나오키(일)/손종환(한)

다이테츠(비조)의 아버지로 고테츠(태지)의 할아버지. 76세.

지적인 성격으로 고테츠(태지)에게 속담등을 가르치지만 고테츠(태지)가 말해준 일을 곧바로 실행으로 옮기려고해 준코(나순자)에게 제지당한다. 자주 가족을 위해 노력하고 해치(집에서 기르는 강아지)를 자주 산책 시킨다. 손자들을 아주 좋아하고 하루오(남새)가 어릴 때, 그를 위해서 주민운동을 일으키고 보도교를 만들게 한 일도 있다. 롤링 스톤즈를 아주 좋아하고, 초기에는 그 곡을 재생하면서 헤드폰을 귀에 대고 있는 모습을 볼 수 있다. 고령이지만, 잘못해서 탱크로리까지 가져가버릴정도의 체력이 있다. 친구는 꽤 많이 있으며 노인회의 모임도 자주 나가지만 여기에서도 터무니 없는 일을 많이 한다.
오오사와기 하루오(변남새)
- 성우 : 이치조 카츠야(일)/박지훈(한)

오오사와기가(변씨네) 장남. 19세.

뚱뚱하고 안경을 쓰고 있는 전형적인 오타쿠로 재수생이다. 하지만 수험공부나 아르바이트는 전혀 하고있지 않다. 초기에는 예비학교에 다니기도 했지만, 이야기가 진행됨에 따라 그것도 다니지 않고 있다. 장래의 인생설계를 <영화감독이되어 세일러문 실사판을 제작한다.> 이런것으로 한상태로 모두 파탄나는 것들 뿐이지만 만화뿐만 아니라 애니메이션등도 좋아해 작중에서는 여러 가지 애니메이션 캐릭터 코스프레를 하고있다. 헐리우드 스타들을 닮은 사람들과 함께 <서부극을 지키는 모임>을 결성해 거기서 듀크로 불리고 있다. 만화나 애니메이션외에도 철도나 우표등에서도 오타쿠기질을 보인다.
오오사와기 사쿠라(변새나)
- 성우 : 오카무라 아케미(일)/이명선(한)

오오사와기가(변씨네) 장녀.

덜렁이로 유우타(마루)를 돌보거나 노리코(배채라)와 놀아주는등 기본적으로는 상냥하지만 성격이 급한 부분도 있다. 파리를 정말 싫어한다. 초반에는 중학교 2학년으로 하나마루키(동배만)과 교제하고 있다. 본편에서는 하나마루키(동배만)과 데이트를 하고 있지만 자주 고테츠(태지)일당들에게 발견되어 그대로 재난에 말려드는 일도 있다. 초기에는 고테츠(태지)를 때려 날리는등의 대처를 하고 있었지만 현재는 가볍게 주의를 주는 정도로 하고 있다. 초기에는 머리카락에 헤어밴드를 쓰고 있고, 한번정도 머리카락을 짧게 한적도 있지만 현재는 원래대로 하고있다. 코끼리를 뒤치는 것으로 넘어뜨릴 만큼 강하다. 말하지 않아도 가사를 돌보는 일면도있으며 노리코(배채라)와 사이가 좋아진것은 오오사와기(변씨네) 가족중의 최초이다. 그녀가 다니고 있는 중학교 교복디자인도 초기에는 세일러복이었으나 후반으로 가면서 블레이저로 바뀌었다. 그녀가 괴짜인 이유는 하나마루키(동배만)과 교제를 하는 것 때문이다.
오오사와기 유우타(변마루)
- 성우 : 오오타니 이쿠에

오오사와기가(변씨네) 3남. 

천재 아기로 오오사와기(변씨네)가족 자식들 중에서는 제일 착실하지만 동시에 강인한 육체와 강대한 완력의 소유자이기도 하다. 장래를 의심받는 것에는 변화가 없다. 초기에는 0세라는 설정이 있었지만 도중에 성장해 보육원에 다니고 있다.
하치

오오사와기가(변씨네)에서 기르고 있는 개. 어렸을적에 고테츠(태지)가 주워왔다. 옛날에는 하얀털의 개였으나 고테츠(태지)에 의해 페인트가 칠해져 얼굴 일부가 검게 변했다. 다이테츠(비조)에게 먹이를 짓밟히는등 무의식적으로 괴롭힙을 당하고 있다.
스타스키

오오사와기가(변씨네)에서 기르고 있는 침팬지. 다이테츠(비조)에게 먹이인 바나나를 밟히는등 무의식적으로 괴롭힘을 당하고 있다. 한번정도 오오사와기가(변씨네)에서 모습을 감출 수 있었는데 고테츠(태지)를 흉내내는 인형속에 들어가 학교를 패닉으로 만든 일도 있었다.

## 코테츠(태지)의 친구와 친구의 가족

### 노리코(배채라) 가족
니시카와 노리코(배채라)
오사카에서 전학온 여자  전학생. 사용하는 방언은 간사이 사투리. 반대로, 그녀의 집안은 가난하다. 그녀는 전학을 왔지만 운동을 잘해 태지의 라이벌이 된다.  
- 성우 : 아라키 리에(일)/양정화 (1999) 오보미 (2014) (한)

배채라의 엄마 
성우: 김선혜
전형적인 가정주부. 하지만, 그녀는 태지 엄마의 옆집에 살며, 여담으로 그녀는 마트에서 물건을 살때 충동구매한다. 반대로, 그녀는 그녀의 딸을 아낀다.
배채라의 아빠
태지네 아빠와 직업이 같은 택시기사. 하지만, 그는 술을 마시는 것을 좋아한다. 그는 도박에 빠져서 벌칙으로 그의 아내와 그의 딸을 건다. 

### 진(오엽기)의 가족
도이츠 진(오엽기)
- 성우 : 이시이 코지(일)/손종환(한)
- 집이 가난한 친구. 그는 공동묘지 옆에 산다. 그의 친한 친구는 태지와 친구들이다.

진의 엄마(엽기의 엄마)
얼굴이 기괴한 여자. 하지만, 그녀는  남의 집에 들어가는 주거침입죄를 범한다.

진의 개(엽기의 개)
그가 키우는 반려견이다. 

### 후구오(퉁이)의 가족
스즈키 후구오(퉁이)
- 성우 : 오오타니 이쿠에(일)/김선혜(한)
- 엄청 뚱뚱한 소년. 그는 그의 친구들이 그를 봤을때, 먹을것을 손에 잔뜩 들고 있었다.

후구오의 아빠

후구오의 엄마

## 같이 보기
- 괴짜가족